# HK Rostov
Le HK Rostov - en russe Хоккейный клуб «Ростов» - est un club de hockey sur glace de Rostov-sur-le-Don en Russie. Il évolue dans la VHL.

## Historique
Le club est créé en 2005.

## Palmarès
- Vainqueur de la VHL-B : 2017, 2019.
- Vainqueur de la Rossiskaïa Liga : 2015.